# Jacob Levin
Jacob Levin, född Hodisch 22 november 1890 i Landskrona, död 10 december 1945 i Liverpool, England, var en svensk fotbollsspelare (försvarare). Han var uttagen i den svenska fotbollstruppen till OS i Stockholm 1912 där han spelade i en av Sveriges båda matcher i turneringen.

## Biografi

### Tidig landslagsman
Levin tillhörde under sin klubbkarriär Örgryte IS där han redan som 18-åring blev svensk mästare år 1909. I landslaget debuterade han ett år senare när Sverige vann över Norge i Oslo med 4-0. Efter OS 1912, där han varit med i Sveriges första match mot Nederländerna (förlust 3-4), spelade han under hösten 1912 sin sista landskamp. Levin gjorde inget mål i någon av sina sammanlagt sex landskamper.

### Försvunnen efter Englandsäventyr

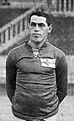
Levin vid match mot Nederländerna i juni 1912.

Under våren 1913 befann sig Levin i Liverpool och försökte få kontrakt med klubben Everton FC - som den första svensken i klubben någonsin. Något fullödigt proffskontrakt kunde det dock inte bli tal om då "utlänningar" var tvungna att bo i landet minst 2 år innan något sådant kunde förhandlas igenom. Levin omnämns i alla fall som spelande några reservlagsmatcher i Everton under hösten 1913, men från 1914 finns det inga uppgifter om vart den svenske landslagsmannen tagit vägen. Han noteras år 1916 i den svenska folkbokföringen som "obefintlig".
Förutom ett brev skickat år 1925 till sin syster i Sverige, signerat "Jack", hörs inte Levin av något mera i Sverige. År 2017 framkom det att han levt vidare hela sitt liv i Liverpool och avlidit där 1945.

## Meriter

### I klubblag
Örgryte IS
- Svensk mästare (1): 1909

### I landslag
Sverige
- Uttagen till OS (1): 1912
- 6 landskamper, 0 mål